# Кумертау
Кумерта́у (рос. Кумертау, башк. Күмертау) — місто у складі Башкортостану, Росія. Адміністративний центр Кумертауського міського округу.

## Географія
Місто знаходиться за 250 км на південь від Уфи і за 102 км на південь від Стерлітамака.

## Історія
Кумертау засновано 1947 року як селище Бабай при Кумертаузькому буровугільному розрізі, з 1949 року — робітниче селище (смт). З 1953 року має статус міста і сучасну назву.

## Населення
Населення — 63608 осіб (2019; 67078 у 2010, 69792 у 2002).

## Господарство
Залізнична станція Башкирського відділення Куйбишевської залізниці.
Нині ведеться видобуток та обробка бурого вугілля (Бабаєвське родовище, комбінат «Башкируголь»). Машинобудування (виробництво вальцових млинів, хлібопекарського устаткування та інше), авіаційна (виробництво гелікоптерів Ка-32, Ка-226), харчова (рибна та ін.) промисловість, ТЕЦ. В околицях міста ведеться видобуток газу.

### Освіта
Нині діють 26 дошкільних установ, 19 шкіл, 1 гімназія, Республіканська башкирська гімназія-інтернат, школа-інтернат для дітей-сиріт і дітей, що залишилися без піклування батьків, дошкільний дитячий будинок, Республіканський політехнічний ліцей-інтернат і вечірня школа. Окрім цього в дітей і підлітків є можливість відвідувати установи додаткової освіти: Центр дитячої творчості, станції юних техніків, натуралістів, туристів, Дитячу юнацько-спортивну школа, Міжшкільний навчальний комбінат, дві музичні школи, художню та хореографічну, молодіжно-підлітковий центр «Самоцвіти».
Для підготовки кадрів у Кумертау функціонують 16 установ професійної освіти. З них 3 початкових професійних освітніх установи (професійний ліцей № 73, професійний ліцей № 33, професійне училище № 100), гірський коледж, авіаційний технікум, педагогічний коледж, Башкирський економічний коледж та інші вищі навчальні заклади, також ВНЗ міста представлені філіалами і представництвами 6 вишів, зокрема: Уфімського державного авіаційного технічного університету, Оренбурзького державного університету, Башкирського державного педагогічного університету.

## Відомі люди
У місті народився Шатунов Юрій Васильович — радянський і російський співак.